# Steve Forrest (attore)
Steve Forrest, all'anagrafe William Forrest Andrews (Huntsville, 29 settembre 1925 – Thousand Oaks, 18 maggio 2013), è stato un attore statunitense.

## Biografia

### Vita e carriera
Figlio di Annis Speed e Charles Forrest Andrews, un ministro della chiesa battista, Forrest era il 12º di 13 bambini. Uno dei suoi fratelli maggiori fu un attore cinematografico, Dana Andrews. Forrest entrò nella United States Army a 18 anni e combatté nella Offensiva delle Ardenne durante la seconda guerra mondiale. Nel 1950 conseguì un dottorato alla UCLA, con specializzazione in teatro e psicologia. Lavorò come macchinista presso la compagnia teatrale La Jolla Playhouse, vicino a San Diego. Lì lo scopri Gregory Peck, che lo inserì nel cast della pièce Goodbye Again, e gli fece ottenere un provino cinematografico con la casa produttrice MGM, che lo mise sotto contratto.
Tra le numerose interpretazioni di Forrest, sono da ricordare i film Solo per te ho vissuto (1953), per il quale vinse il Golden Globe per il miglior attore debuttante, Il giorno più lungo (1962), I mastini del Dallas (1979), e Mammina cara (1981). Apparve in camei nelle commedie Spie come noi (1985) e Donne amazzoni sulla Luna (1987), e in  S.W.A.T. - Squadra speciale anticrimine (2003), adattamento cinematografico della serie televisiva S.W.A.T..
Forrest fu anche interprete teatrale, debuttando a Broadway nel 1958 nel ruolo del pugile professionista Bob Stanton nella pièce The Body Beautiful, accanto a Mindy Carson, Jack Warden e Brock Peters.
Nel 1965, Forrest si trasferì con la famiglia a Londra dove interpretò John Mannering nella serie televisiva britannica Il barone. Tra le altre sue partecipazioni televisive, da ricordare The DuPont Show with June Allyson, Storefront Lawyers, S.W.A.T., Hollywood Wives, e l'episodio Dimensioni parallele della serie Ai confini della realtà, prodotta da Rod Serling, e l'episodio The Waiting Room della serie Mistero in galleria, sempre di Serling. Nell'episodio Mannon della serie Gunsmoke (1969), interpretò Will Mannon, personaggio che riprese 18 anni dopo nel film televisivo Gunsmoke: Return to Dodge (1987), con James Arness.
Nella stagione 1986-1987 Steve Forrest partecipò alla serie televisiva Dallas, nel ruolo di Wes Parmalee, l'uomo che nella finzione televisiva dichiara di essere Jock Ewing, il personaggio interpretato da Jim Davis fra il 1978 e il 1981, che si supponeva fosse rimasto ucciso in un incidente in elicottero e il cui corpo non fu mai trovato.

### Vita personale
Il 23 dicembre 1948 Forrest sposò Christine Carilas, dalla quale ebbe tre figli: Michael, Forrest e Stephen Andrews.
Abile golfista, Forrest spesso giocò in tornei di beneficenza, fra i quali, per il team americano, al "Bing Crosby Great Britain vs. USA Tournament" a Gleneagles (Scozia).

### Morte
Forrest morì il 18 maggio 2013 a Thousand Oaks, California, all'età di 87 anni, per cause non specificate.

## Filmografia

### Cinema
- Il vascello misterioso (Sealed Cargo), regia di Alfred L. Werker (1951)
- Geisha Girl, regia di George P. Breakston (1952)
- Il bruto e la bella (The Bad and the Beautiful), regia di Vincente Minnelli (1952)
- Essi vivranno (Battle Circus), regia di Richard Brooks (1953)
- Il pagliaccio (The Clown), regia di Robert Z. Leonard (1953)
- Nuvola nera (Last of the Comanches), regia di André De Toth (1953)
- La sposa sognata (Dream Wife), regia di Sidney Sheldon (1953)
- Solo per te ho vissuto (So Big), regia di Robert Wise (1953)
- Femmina contesa (Take the High Ground!), regia di Richard Brooks (1953)
- I Love Melvin, regia di Don Weis (1953)
- Spettacolo di varietà (The Band Wagon), regia di Vincente Minnelli (1953)
- Prisoner of War, regia di Andrew Marton (1954)
- Senza scampo (Rogue Cop), regia di Roy Rowland (1954)
- Il mostro della Via Morgue (Phantom of the Rue Morgue), regia di Roy Del Ruth (1954)
- Il dubbio dell'anima (Bedevilled), regia di Mitchell Leisen (1955)
- La lunga linea grigia (The Long Gray Line), regia di John Ford (1955)
- Donne... dadi... denaro (Meet Me in Las Vegas), regia di Roy Rowland (1956)
- L'idolo vivente (The Living Idol), regia di René Cardona e Albert Lewin (1957)
- Attenti alle vedove (It Happened to Jane, regia di Richard Quine (1959)
- Il diavolo in calzoncini rosa (Heller in Pink Tights), regia di George Cukor (1960)
- Stella di fuoco (Flaming Star), regia di Don Siegel (1960)
- Jovanka e le altre (5 Branded Women), regia di Martin Ritt (1960)
- Lo sceriffo in gonnella (The Second Time Around), regia di Vincent Sherman (1961)
- Il giorno più lungo (The Longest Day), regia di Ken Annakin e Andrew Marton (1962)
- L'assassino viene ridendo (The Yellow Canary), regia di Buzz Kulik (1963)
- Rascal, l'orsetto lavatore (Rascal), regia di Norman Tokar (1969)
- Wyoming, terra selvaggia (The Wild Country), regia di Robert Totten (1970)
- Una nuova vita per Liz (The Late Liz), regia di Dick Ross (1971)
- I mastini del Dallas (North Dallas Forty), regia di Ted Kotcheff (1979)
- Mammina cara (Mommie Dearest), regia di Frank Perry (1981)
- Sahara, regia di Andrew V. McLaglen (1983)
- Spie come noi (Spies Like Us), regia di John Landis (1985)
- Donne amazzoni sulla Luna (Amazon Women on the Moon), regia di Joe Dante e Carl Gottlieb (1987)
- Il mistero di Storyville (Storyville), regia di Mark Frost (1992)
- Killer - Diario di un assassino (Killer: A Journal of Murder), regia di Tim Metcalfe (1996)
- S.W.A.T. - Squadra speciale anticrimine (S.W.A.T.), regia di Clark Johnson (2003) (cameo)

### Televisione
- Climax! – serie TV, episodi 3x05-3x21-4x02 (1956-1957)
- Alfred Hitchcock presenta (Alfred Hitchcock Presents) – serie TV, episodi 2x22-3x33 (1957-1958)
- Westinghouse Desilu Playhouse – serie TV, episodio 1x12 (1959)
- Outlaws – serie TV, episodio 1x01 (1960)
- June Allyson Show (The DuPont Show with June Allyson) – serie TV, episodio 2x14 (1961)
- Corruptors (Target: The Corruptors) – serie TV, episodio 1x14 (1961)
- Bus Stop – serie TV, episodio 1x15 (1962)
- The Wide Country – serie TV, episodio 1x01 (1962)
- The Dick Powell Show – serie TV, episodio 2x15 (1963)
- Ai confini della realtà (The Twilight Zone) – serie TV, episodio 4x11 (1963)
- Il virginiano (The Virginian) – serie TV, 2 episodi (1963-1964)
- Sotto accusa (Arrest and Trial) – serie TV, episodio 1x19 (1964)
- La legge di Burke (Burke's Law) – serie TV, episodio 2x30 (1965)
- Gli uomini della prateria (Rawhide) – serie TV, episodio 7x19 (1965)
- Il fuggiasco (The Fugitive) – serie TV, 1 episodio (1965)
- Il barone (The Baron) – serie TV, 30 episodi (1966-1967)
- Cimarron Strip – serie TV, 2 episodi (1967-1968)
- Bonanza – serie TV, episodi 9x08-11x06 (1967-1969)
- Reporter alla ribalta (The Name of the Game) – serie TV, 3 episodi (1969-1970)
- Gunsmoke – serie TV, 4 episodi (1969-1973)
- Ai confini dell'Arizona (The High Chaparral) – serie TV, episodio 3x18 (1970)
- Missione impossibile (Mission: Impossible) – serie TV, 1 episodio (1971)
- Un vero sceriffo (Nichols) – serie TV, 1 episodio (1971)
- Hec Ramsey – serie TV, 1 episodio (1972)
- Due onesti fuorilegge (Alias Smith and Jones) – serie TV, 1 episodio (1972)
- Mistero in galleria (Night Gallery) – serie TV, 2 episodi (1972-1973)
- Le strade di San Francisco (The Streets of San Francisco) – serie TV, 1 episodio (1973)
- L'uomo da sei milioni di dollari (The Six Million Dollar Man) – serie TV, 1 episodio (1974)
- Cannon – serie TV, 1 episodio (1974)
- The Hanged Man, regia di Michael Caffey – film TV (1974)
- S.W.A.T. – serie TV, 37 episodi (1975-1976)
- Maneaters Are Loose!, regia di Timothy Galfas – film TV (1978)
- Capitan America (Captain America), regia di Rod Holcomb – film TV (1979)
- Malibu, regia di E.W. Swackhamer – miniserie TV (1983)
- Dallas – serie TV, 15 episodi (1986)
- Gunsmoke: sfida a Dodge City (Gunsmoke: Return to Dodge), regia di Vincent McEveety – film TV (1987)
- La signora in giallo (Murder, She Wrote) – serie TV, 5 episodi (1985-1996)
- Colombo (Columbo) – serie TV, episodio 10x06 (1992)

## Doppiatori italiani
Nelle versioni in italiano delle opere in cui ha recitato, Steve Forrest è stata doppiata da:
- Giuseppe Rinaldi in Solo per te ho vissuto, Senza scampo, Il dubbio dell'anima, Stella di fuoco
- Nando Gazzolo in Il diavolo in calzoncini rosa, Jovanka e le altre
- Renato Turi in Femmina contesa
- Glauco Onorato in Attenti alle vedove
- Sergio Graziani in Il giorno più lungo
- Franco Zucca in Rascal, l'orsetto lavatore
- Sergio Rossi in Mammina cara
- Luciano De Ambrosis in S.W.A.T., Le signore di Hollywood
- Elio Zamuto in Donne amazzoni sulla Luna
- Pino Locchi in Spie come noi
- Carlo Sabatini in Killer - Diario di un assassino